# مگس‌های شب‌پره
مگس‌های شب‌پره (نام علمی: Streblidae) نام یک تیره از راسته مگس است.